# Eleasar Sukenik

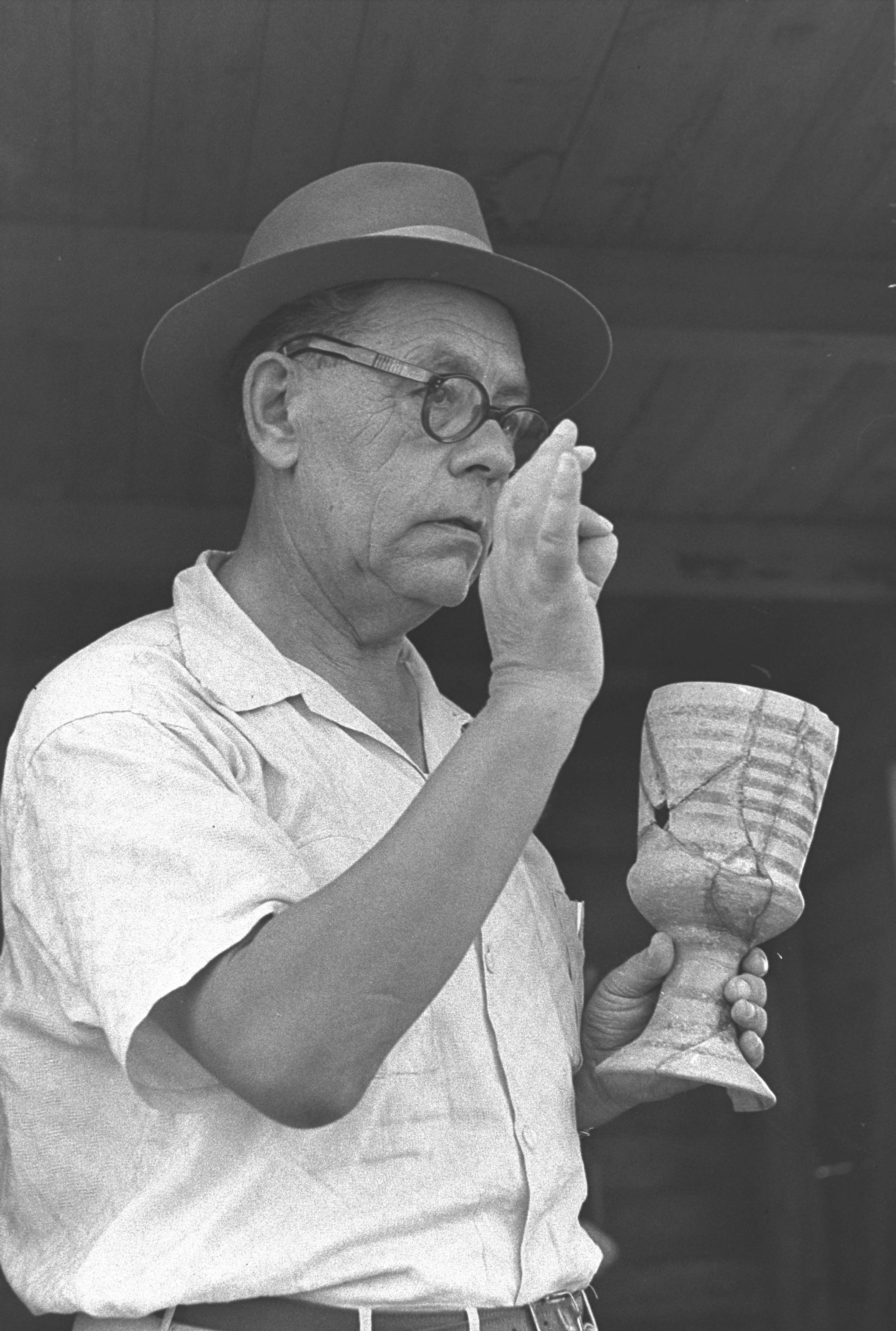
Eleasar Sukenik 1951

Eleasar Lipa Sukenik (auch: Elieser / Eliezer Lipa Sukenik; * 12. August 1889 in Białystok; † 28. Februar 1953 in Jerusalem) war ein israelischer Archäologe.

## Werdegang
Sukenik wanderte 1912 nach Palästina ein. Seinen Abschluss erlangte er 1926 am Dropsie College (Philadelphia), seit 1927 arbeitete er als Archäologe an der Hebräischen Universität Jerusalem. Seit 1935 war er Lecturer, seit 1938 dann Professor und Leiter des Antikenmuseums der Universität. Unter Sukeniks Leitung fanden die ersten jüdischen Ausgrabungen im Land statt, bei denen antike Synagogen ausgegraben wurden, so in Bet Alpha, Hamat Gader oder Salbit (das biblische Scha'albim). Sukenik nahm ebenfalls an den Ausgrabungen in Samaria teil.

## Erwerb der ersten Schriftrollen vom Toten Meer
Nach dem Fund der ersten sieben Schriftrollen vom Toten Meer wurde Eleasar Lipa Sukenik auf diese Entdeckung aufmerksam gemacht und nahm Kontakt zu dem Antiquitätenhändler Faidi Salahi in Bethlehem auf, der drei der Schriftrollen von den beduinischen Entdeckern der Rollen gekauft hatte. Am 29. November 1947 besuchte Sukenik den Händler und nahm zwei der Schriftstücke mit, um sie genauer zu studieren und über den Erwerb entscheiden zu können. Symbolische Bedeutung für Sukenik hatte der zufällige Umstand, dass genau an diesem Tag der UN-Teilungsplan für das britische Mandatsgebiet Palästina von der UN-Generalversammlung angenommen wurde. Letztlich kaufte Sukenik die drei Schriftrollen auf (1QM, 1QHa und 1QJesb [1Q8]). Die übrigen vier (1QS, 1QpHab, 1QJesa und 1QGenAp) konnte er prüfen, aber nicht erwerben. Sie gelangten in den Besitz des syrischen Metropoliten Athanasius Yeshue Samuel, der sie nach Amerika brachte, um sie dort per Zeitungsannonce zu verkaufen. Nach Sukeniks Tod gelang es schließlich 1954 seinem Sohn Jigael Jadin, die Rollen für den Staat Israel zu erwerben. Sukenik war der erste, der eine Verbindung zwischen den Schriftrollen vom Toten Meer und den Essenern herstellte.

## Veröffentlichungen (Auswahl)
- Ancient Synagogues in Palestine and Greece (Schweich Lectures of the British Academy for 1930). London 1934.
- The Third Wall of Jerusalem: An Account of Excavations. Jerusalem: University Press, 1930
- The Ancient Synagogue of Beth Alpha. An Account of the Excavations conducted on behalf of the Hebrew University, Jerusalem. Jerusalem: Oxford University Press: London 1932.
- Samaria-Sebaste Reports of the Work of the Joint Expedition in 1931-1933, and of the British Expedition in 1935.  3 Bände, London 1938, 1942, 1957.
- (Hrsg.): The Dead Sea Scrolls of the Hebrew University. Magnes Press, Hebrew University, Jerusalem 1955.